# 塞斯诺克
塞斯诺克（Cessnock）是澳大利亚新南威尔士州的一座城市，位于纽卡斯尔以西约52千米，2006年人口18,316人。
塞斯诺克为猎人谷（Hunter Valley）第二大城镇，北部有全澳最大的室外高尔夫球度假区——Hunter Valley Resorts，和皇冠假日酒店（猎人谷）。
塞斯诺克镇上有多家建于20世纪初的旅馆，其中Cessnock hotel建于1908年。